# مقاطعة بغرام
مقاطعة بغرام هي إحدى مقاطعات ولاية بروان الأفغانية. يقع مقرها في بغرام، التي تقع على بعد حوالي 60 كيلومترًا شمال العاصمة كابول. يحدها مقاطعة كابول من الجنوب، ومقاطعة شينواري من الشرق، ومقاطعة شاريكار من الشمال.

## تاريخ
عرفت هذه المقاطعة تاريخيا بصيد وحيد القرن. قاد الحاج عبد القادر أيضًا حوالي 200 مجاهد في مقاطعة بغرام أثناء الحرب ضد الاتحاد السوفيتي، مع وجود قاعدة دائمة في ده بابي بالقرب من عبد الله برج.